# Комптон, Уильям, 5-й маркиз Нортгемптон

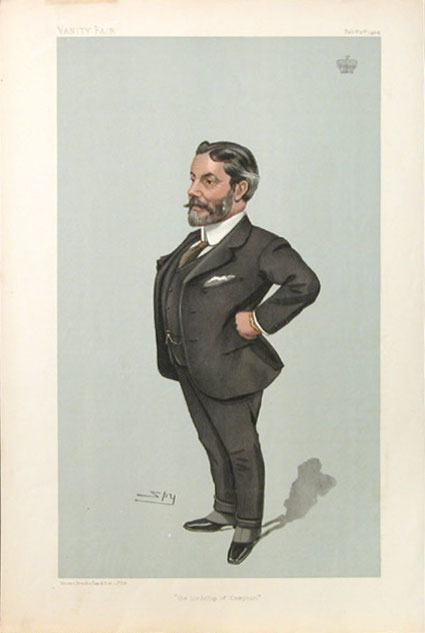
Уильям Комптон, 5-й маркиз Нортгемптон, Лесли Уорд, 1904 год

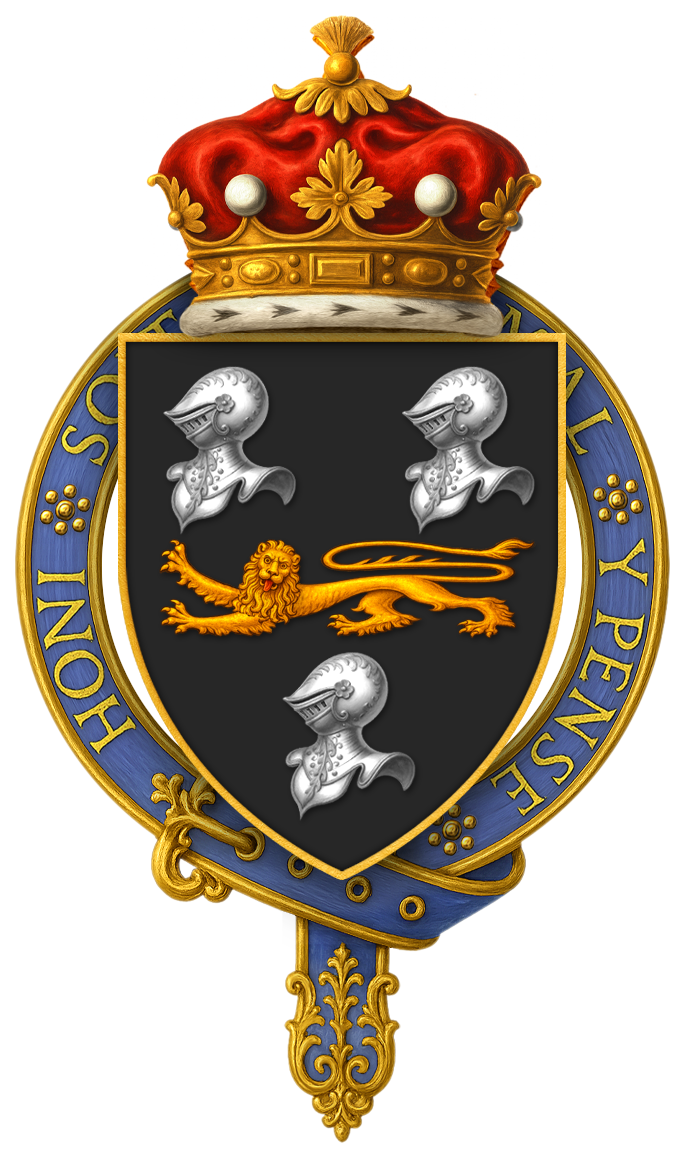
Герб Уильяма Комптона, 5-го маркиза Нортгемптона

Уильям Джордж Спенсер Скотт Комптон, 5-й маркиз Нортгемптон (англ. William George Spencer Scott Compton, 5th Marquess of Northampton; 23 апреля 1851 — 15 июня 1913) — британский пэр и либеральный политик, известный как лорд Уильям Комптон с 1877 по 1887 год и как граф Комптон с 1887 по 1897 год.

## Ранняя жизнь
Родился 23 апреля 1851 года в замке Эшби, графство Нортгемптоншир. Второй сын адмирала Уильяма Комптона, 4-го маркиза Нортгемптона (1818—1897), и его жены Элизы (урожденной Эллиот) (1820—1877).
Его бабушкой и дедушкой по отцовской линии были Спенсер Комптон, 2-й маркиз Нортгемптон (1790—1851), и Маргарет Дуглас-Маклин-Клефан (? — 1830). Его дедом и бабкой по материнской линии были адмирал достопочтенный сэр Джордж Эллиот (1784—1863), второй сын Гилберта Эллиота-Мюррея-Кининмаунда, 1-го графа Минто, и Элиза Сесилия Несс (? — 1848), младшая дочь Джеймса Несса из Осгодби.
Уильям Комптон получил образование в Итонском колледже и Тринити-колледже в Кембридже, где получил степень бакалавра. Он получил почетный титул учтивости — граф Комптон в 1887 году после смерти своего старшего брата.

## Дипломатическая и политическая карьера
Уильям Комптон служил на дипломатической службе в качестве второго секретаря британских посольств в Париже, Риме и Санкт-Петербурге . Затем он служил личным секретарем лорда-лейтенанта Ирландии графа Купера в период с 1880 по 1882 год и был избран в Палату общин от Стратфорда-на-Эйвоне в декабре 1885 года. Он занимал это место до июля следующего года, а затем заседал в Парламенте от Барнсли с 1889 по 1897 год.
11 сентября 1897 года после смерти своего отца Уильям Комптон унаследовал титул 5-го маркиза Норгемптона и вошел в Палату лордов.
Маркиз Нортгемптон, который был крупным землевладельцем в Кларкенуэлле и северном Лондоне, был избран членом-основателем Лондонского окружного совета по Финсбери в 1889 году, затем занимал должность окружного олдермена с 1892 по 1895 год . Он был мировым судьей в графствах Уорикшир и Нортгемптоншир.
Маркиз Нортгемптон был президентом Британского и иностранного библейского общества в 1902 году, и поскольку это был год коронации, он подарил Коронационную Библию королю Эдуарду VII. С 1908 года он был почетным полковником Лондонской тяжелой бригады Королевской гарнизонной артиллерии.
Позже он был специальным посланником при иностранных дворах, чтобы объявить о восшествии на престол короля Георга V в 1910 году, и служил лордом-лейтенантом Уорикшира с 1912 по 1913 год. Он был произведен в рыцари ордена Подвязки в 1908 году, а также был рыцарем Благодати ордена Святого Иоанна Иерусалимского.

## Личная жизнь
30 апреля 1884 года лорд Уильям Комптон женился на Достопочтенной Мэри Флоренс Бэринг (26 июня 1860 — 1 июня 1902), дочери Уильяма Бэринга, 2-го барона Ашбертон (1799—1864), и его жены Луизы, леди Ашбертон (1827—1903). У них было трое детей, в том числе:
- Уильям Бингем Комптон, 6-й маркиз Нортгемптон (6 августа 1885 — 30 января 1978), женившийся в 1921 году на леди Эмме Марджери Тинн, второй дочери Томаса Тинна, 5-го маркиза Бата. Они развелись в 1942 году, и он женился на Вирджинии Люси Хитон, третьей дочери капитана Дэвида Римингтона Хитона, в 1942 году. Они развелись в 1958 году, и он женился на Элспет Грейс Ропер-Керзон (бывшей жене Кристофера Ропер-Керзона, 19-го барона Тенема[англ.]), старшей дочери Уильяма Ингема Уитакера из Пайлуэлл-Парка, в 1958 году[3].
- Леди Маргарет Луиза Лиззи Комптон (9 августа 1886 — 9 апреля 1970), в 1905 году она вышла замуж за Эдварда Лоха, 2-го барона Лоха[англ.] (1873—1942), от брака с которым у неё было пятеро детей[3]
- Лейтенант лорд Спенсер Дуглас Комптон (3 мая 1893 — 13 мая 1915), который умер неженатым[3].

Леди Нортгемптон умерла в замке Эшби 1 июня 1902 года в возрасте 41 года после продолжительной болезни от прогрессирующего паралича. Лорд Нортгемптон пережил ее на одиннадцать лет и внезапно умер в Акви, Пьемонт, Италия, в июне 1913 года в возрасте 62 лет. Он был похоронен в замке Эшби. Его титулы и собственность унаследовал его старший сын Уильям Комптон, 6-й маркиз Нортгемптон.